# Joseph Sebarenzi

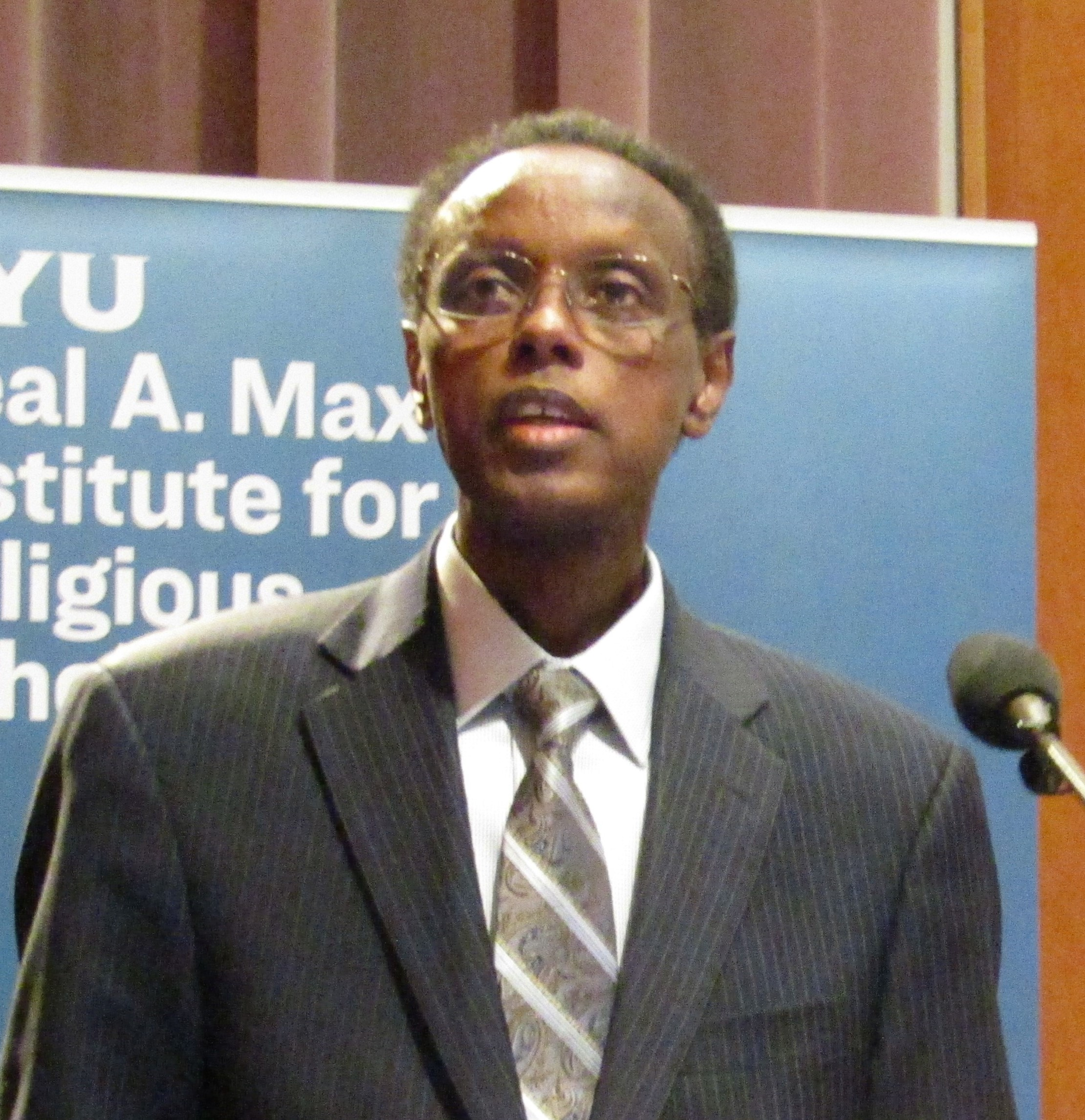
Joseph Sebarenzi en 2018.

Joseph Sebarenzi, né au Rwanda en 1963, est l'ancien président du Parlement du Rwanda (1997–2000). 

## Biographie
Joseph Sebarenzi naît pendant la guerre civile entre les ethnies Hutu et Tutsi. Avant son élection au Parlement rwandais, Sebarenzi a travaillé en tant qu'exécutif pour des organisations nationales et internationales à but non lucratif en république démocratique du Congo, au Burundi et au Rwanda.  
Lors du génocide rwandais de 1994, Joseph a perdu ses parents et de nombreux membres de sa famille. Les tragédies que son pays a endurées contribuent à faire de lui un défenseur de la paix et de la réconciliation. 
En 2000, il démissionne du Parlement et fuit le Rwanda par crainte d'être assassiné. Il était devenu un homme politique indépendant qui dénonçait les abus et renforçait l'indépendance et le rôle du Parlement, notamment en ce qui concerne le contrôle de l'action gouvernementale. Cet engagement envers un bon gouvernement lui a valu l'approbation des gens ordinaires, hutus comme tutsis,. 
Sebarenzi a obtenu son doctorat en droit international des droits de l'homme de l'université nationale d'Irlande en Europe, une maîtrise en gestion internationale et interculturelle du SIT Graduate Institute aux États-Unis et un baccalauréat en sociologie de l'université de Lubumbashi en république démocratique du Congo. Il est titulaire d'un doctorat honorifique en droit du Marlboro College aux États-Unis. 
Le mémoire de Joseph Sebarenzi, God Sleeps in Rwanda: A Journey of Transformation, qui a été publié à New York en 2009 par Simon & Schuster, combine des souvenirs de sa survie des guerres civiles et du génocide au Rwanda, sa carrière professionnelle, y compris ses années en politique, et des idées sur la prévention des conflits et la réconciliation.

## Sources
1. ↑   Human rights of parliamentarians: 171st IPU Council session
2. ↑    Human Rights Watch World Report for 2000
3. ↑    Prunier, Gerard, Africa's World War: Congo, the Rwandan Genocide, and the Making of a Continental Catastrophe. (New York: Oxford University Press, 2009), p. 435
4. ↑  josephsebarenzi.com